# Nowy Korczyn
Nowy Korczynⓘ é um município no sudeste da Polônia. Pertence à voivodia da Santa Cruz, no condado de Busko. É a sede da comuna urbano-rural de Nowy Korczyn.
Estende-se por uma área de 7,5 km², com 900 habitantes, segundo o censo de 31 de dezembro de 2024, com uma densidade populacional de 121 hab./km².
Foi uma cidade real no condado de Wiślicki, voivodia de Sandomierz na segunda metade do século XVI. Possuiu os direitos de cidade nos anos 1258-1869 e novamente a partir de 1 de janeiro de 2019.

## Localização
Nowy Korczyn está localizada na região de Ponidzie, na zona do parque paisagístico Nadnidziański. O rio Nida atravessa a cidade, que deságua no rio Vístula a cerca de 3 km a leste da cidade. Aproximadamente 1 km ao sul do centro de Nowy Korczyn, no local de uma antiga travessia de balsa sobre o Vístula, uma nova ponte de concreto armado foi construída em 2020. A cidade está localizada a cerca de 65 km a sudeste de Kielce, a 22 km de Busko-Zdrój e a aproximadamente 35 km de Tarnów. A uma distância de aproximadamente 10 km a nordeste de Nowy Korczyn, há uma vila termal, Solec-Zdrój.
A estrada nacional n.º 79 de Bytom para Varsóvia e a estrada provincial n.º 973 de Tarnów para Busko-Zdrój passam pela cidade.
Há uma marina de canoagem na cidade, que pertence à filial da PTTK em Busko-Zdrój. A trilha verde para caminhadas de Wiślica a Grochowiska passa pela cidade.

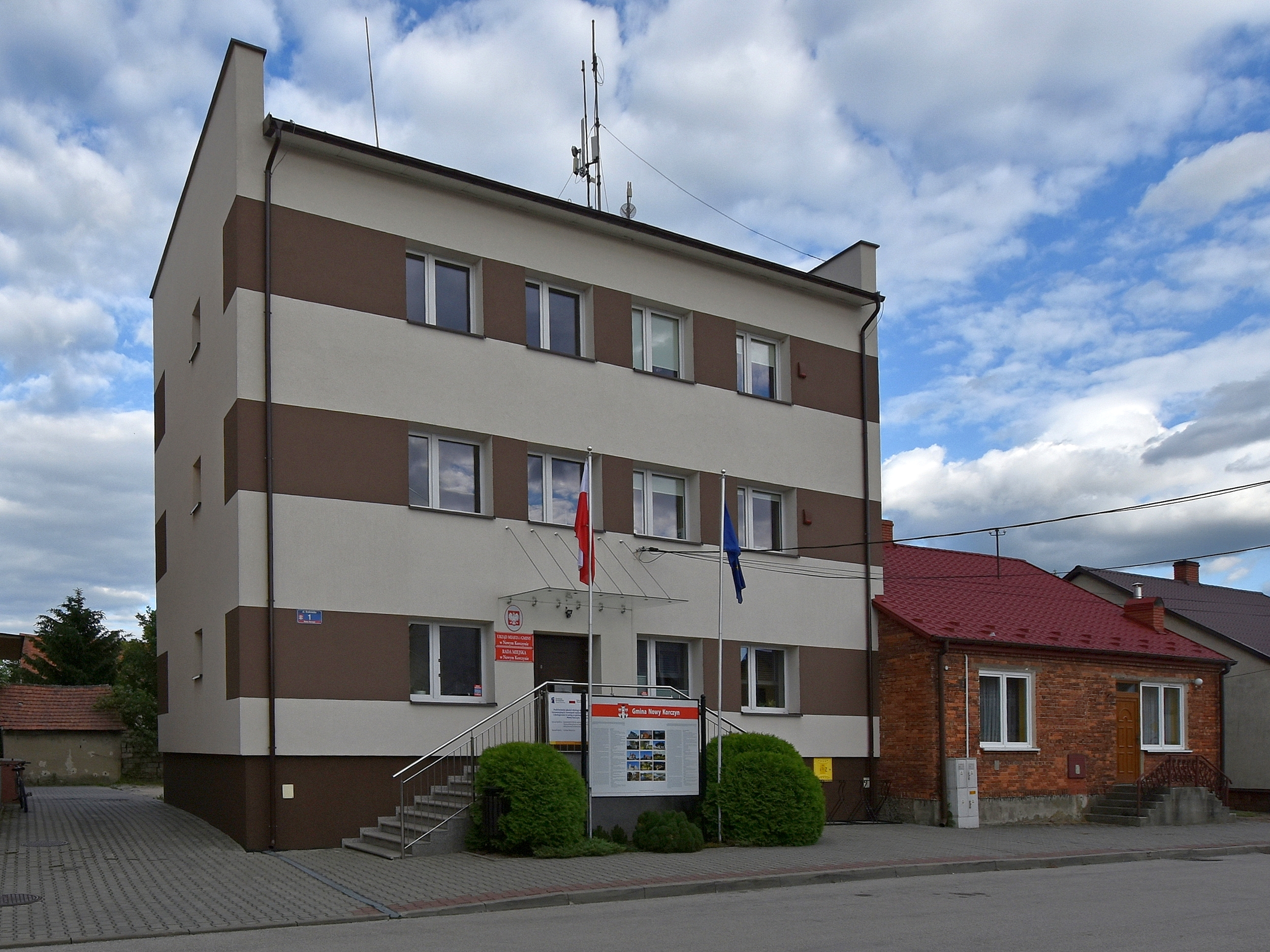
Prefeitura e Conselho Municipal
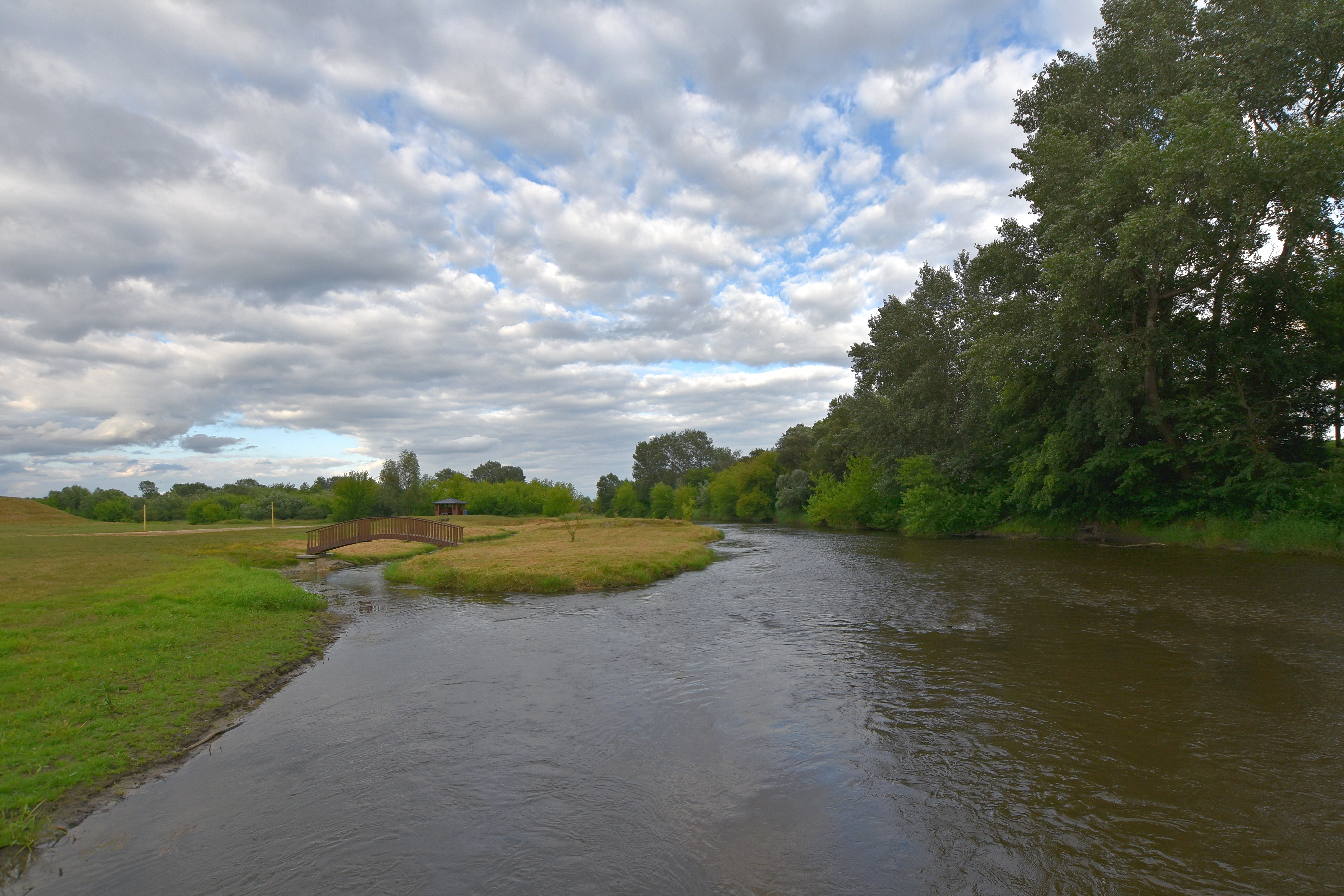
Rio Nida
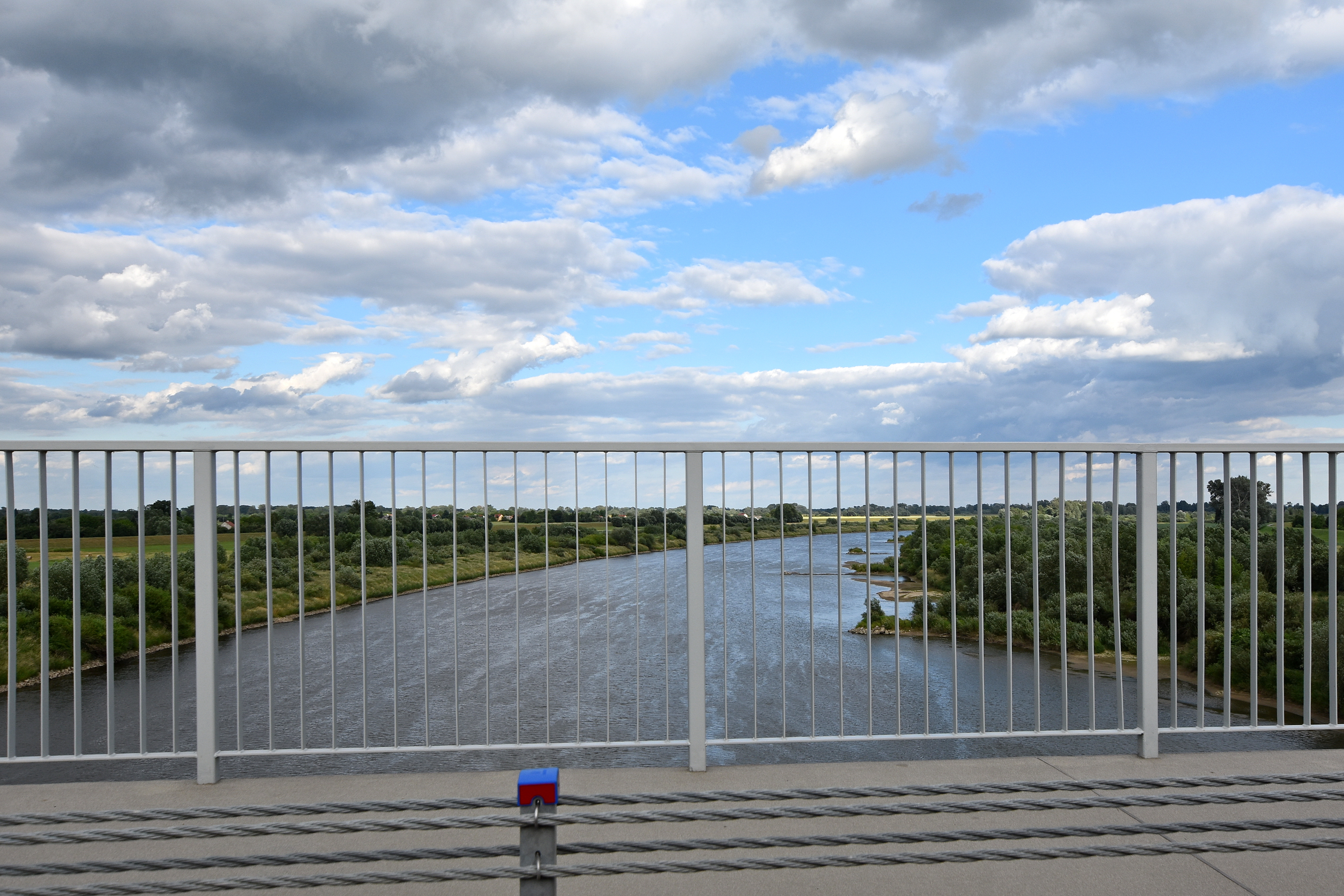
Ponte sobre o rio Vístula

## História

### Início
Originalmente era um assentamento comercial localizado na rota que levava de Cracóvia a Rússia de Quieve. Em 1258, o duque Boleslau V fundou uma cidade aqui, batizada em homenagem a vizinha Korczyn (atual Stary Korczyn) Nowym Miastem Korczynem. O privilégio foi dado a Hince, filho de Henryk - o prefeito da Cidade Nova. O documento de fundação da Cidade Nova tornou-se um modelo para algumas cidades fundadas mais tarde. Na lei de Korczyński (ius Corcinense) foi fundada, entre outras Skaryszew. Um ano antes da fundação da cidade, o duque Boleslau, juntamente com sua esposa Cunegunda, fundou um mosteiro franciscano em Korczyn. Sua localização no cruzamento das rotas comerciais da Cracóvia para a Rússia de Quieve e de Košice húngara para Sandomierz contribuiu para o rápido desenvolvimento da cidade. A proximidade da corte do duque, que ele costumava ficar aqui, bem como a localização perto de dois rios navegáveis (Nida e Vístula) contribuíram para que comerciantes e artesãos se estabelecessem aqui.
Em 1300, tropas russas destruíram o mosteiro e a cidade. Entre outros, o castelo do príncipe de madeira foi incendiado. Em seu lugar em meados do século XIV, o rei Casimiro III, o Grande, ergueu um castelo real, que se tornou uma das mais importantes sedes reais da Polônia. A cidade estava cercada por muralhas defensivas e adicionalmente protegida por um lago artificial, Czartoria. A corte real costumava ficar no castelo de Nowy Korczyn. Graças à sua localização central na Pequena Polônia, Korczyn se tornou um local de congressos políticos e assembleias de nobres. O comércio e o artesanato se desenvolveram na cidade. Em 1383, o Duque da Mazóvia, Siemovit IV, que através do seu casamento com Edviges, queria conquistar a coroa da Polônia, permaneceu aqui durante algum tempo consultando seus apoiadores.
Até a segunda metade do século XIX, a localidade era chamada de Nowe Miasto Korczyn. Ela era a cidade real da Coroa do Reino da Polônia.

### Desenvolvimento
Durante o reinado de Ladislau II Jagelão, o castelo em Nowy Korczyn era a residência favorita deste monarca, que permaneceu nele um total de 83 vezes. Em 1404, houve um congresso dos cavaleiros da Coroa do Reino da Polônia convocado por Ladislau II Jagelão. O objetivo do congresso era estabelecer um imposto para comprar as terras de Dobrzyń das mãos dos Cavaleiros Teutônicos. Em 14 de agosto de 1409, Jagelão recebeu deputados teutônicos em Korczyn, que lhe entregaram o ato declarando guerra contra o Reino da Polônia (Guerra polaco-lituano-teutônica). Em 1438, realizou-se um congresso geral em Korczyn, durante o qual o rei Ladislau III foi autorizado a receber a coroa do Reino da Hungria. Em 25 de abril de 1438, o cardeal Zbigniew Oleśnicki, que se opôs à aliança com os hussitas tchecos, estabeleceu uma confederação em Korczyn.
Em 1439, na cidade de Nowy Korczyn, foi fundada uma confederação de hussitas poloneses, liderada por Spytko III de Melsztyn. Esta confederação reuniu oposição contra o governo de Zbigniew Oleśnicki na Polônia. Naquela época, o cardeal ficou com o rei Ladislau III no castelo de Nowy Sącz.
As tropas hussitas se reuniram na vizinha Piasek Wielki, de onde partiram em direção à Nowy Korczyn. Os confederados pararam na curva do rio Nida, perto de Grotniki. Spytko III pretendia reforçar a sua posição aqui, mas não teve tempo de se preparar. Em 4 de maio de 1439, o exército real sob o comando do cardeal derrotou os confederados na Batalha de Grotniki.
Em 1461, o rei recebeu mensagens em Korczyn de Jorge de Poděbrady, do Canato da Crimeia e do Margrave de Brandemburgo. Em 1465, um congresso da nobreza da Pequena Polônia e dos delegados da Grande Polônia se reuniu aqui para obter fundos para a guerra contra os Cavaleiros Teutônicos. O Estatuto de Nowy Korczyn também foi adotado durante o congresso. Em 1470, Casimiro IV Jagelão recebeu em Nowy Korczyn o legado papal Rafał Leszczyński, que veio em missão do imperador Frederico III. Em 9 de outubro de 1479, o grão-mestre teutônico Martin Truchsess von Wetzhausen prestou homenagem ao rei polonês no castelo de Korczyn.
A tradição das convenções de cavaleiros significava que as assembleias gerais da voivodia da Pequena Polônia eram realizadas em Nowe Miasto Korczyn. Três semanas antes do parlamento geral, parlamentares e senadores das seguintes voivodias se reuniram aqui: Sandomierz, Lublin, Cracóvia, Volínia e Podole para comparar e combinar as resoluções e demandas da voivodia e assembleias de terra. A cidade era a sede da fortaleza, uma das seis na voivodia de Sandomierz. Em Korczyn, desde a virada dos séculos XIV e XV até a queda da Primeira República Polonesa, foram realizados tribunais municipais para os habitantes dos condados de Wiślickie e Pilzno, e depois de 1764 alternadamente com Pilzno..
Em 1474, ocorreu um grande incêndio na cidade, após o qual Korczyn ficou isenta de todos os aluguéis, mão de obra e tributos por 12 anos. No século XVI, a cidade foi atingida por mais dois incêndios. Em 1531, o rei Sigismundo I permitiu que a cidade coletasse as tarifas da ponte e barragem. Em 1549, Sigismundo II Augusto equipou o hospital da cidade. A fabricação de cerveja e a moagem associada a ela dominavam o ofício em Nowy Korczyn na época. Em 1564 a cidade tinha 24 campos. Havia 19 cervejarias e 22 casas de malte. Havia 148 casas burguesas, 3 moinhos e 7 açougues. Na cidade também havia casas erigidas pelos senadores por conveniência durante os congressos parlamentares. Naquela época, a cidade tinha 57 artesãos e 6 lojistas. Korczyn tinha seu próprio sistema de água e esgoto, cuja construção foi autorizada em 1578 pelo rei Estêvão Báthory. Oito vezes por ano, grandes mercados de grãos aconteciam na cidade. O grão comprado em Korczyn era transportado pelo rio Vístula até Gdańsk. Inúmeros celeiros foram construídos na cidade. Ela também tinha seu próprio sistema de pesos com uma medida especial de Nowy Korczyn reconhecida em toda a Polônia. Em 1566, uma nova prefeitura foi construída. Em 1568, um canal foi cavado para abastecer o lago artificial com água do rio Nida. Em 1569, o rei Sigismundo II Augusto confirmou os direitos de cidade a Nowy Korczyn. O privilégio de fundação original foi destruído durante um dos incêndios. Desde 1589, uma fábrica de armas e de pólvora operava na cidade. O privilégio da produção de pólvora foi concedido ao canhoneiro Kraska, desde que dois barris de pólvora fossem entregues gratuitamente ao castelo, e a produção de pólvora, se necessário, a um preço de 20 grosze por barril. Antes da destruição da cidade pelos suecos em 1657, o número de casas aumentou para 266.

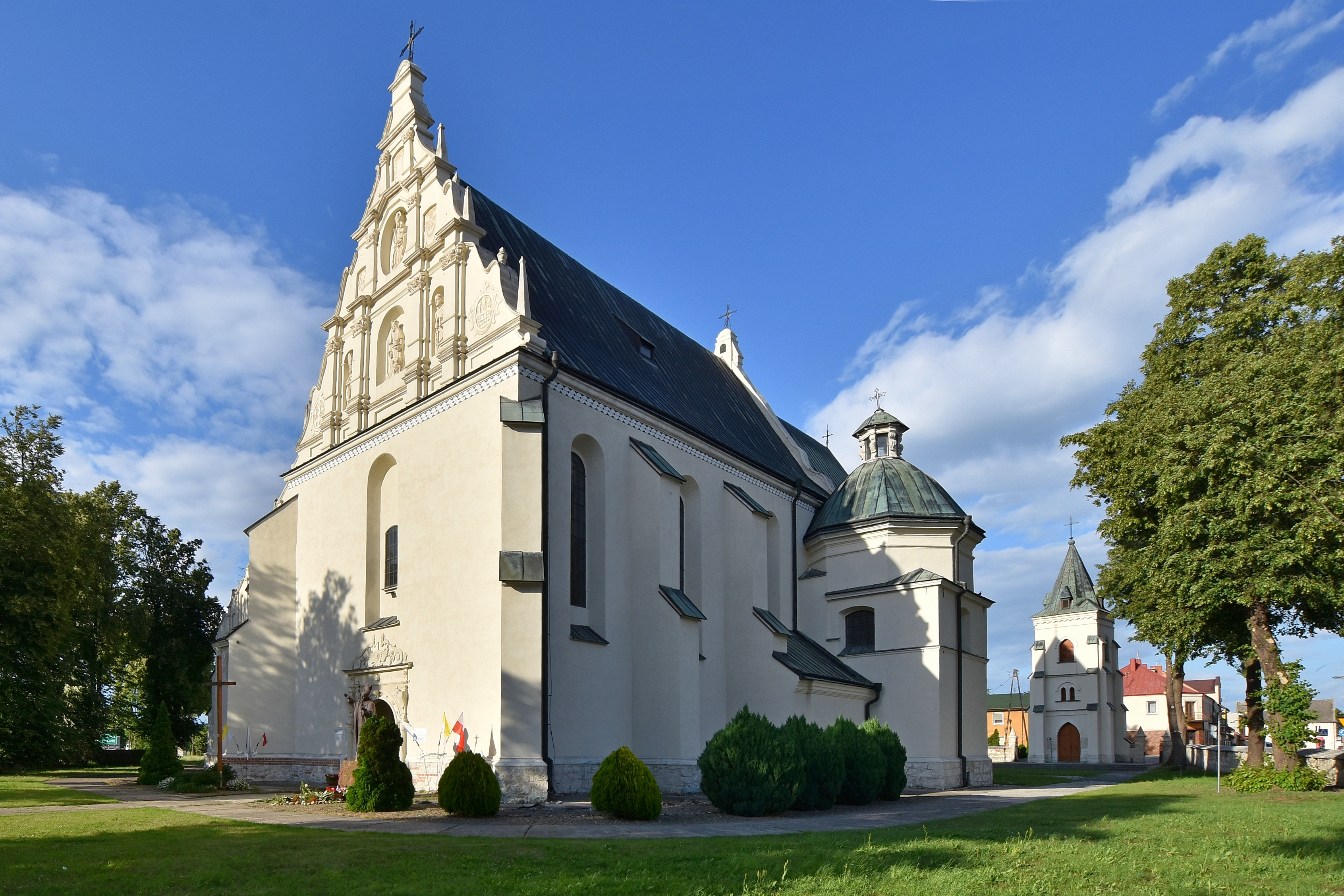
Igreja da Santíssima Trindade
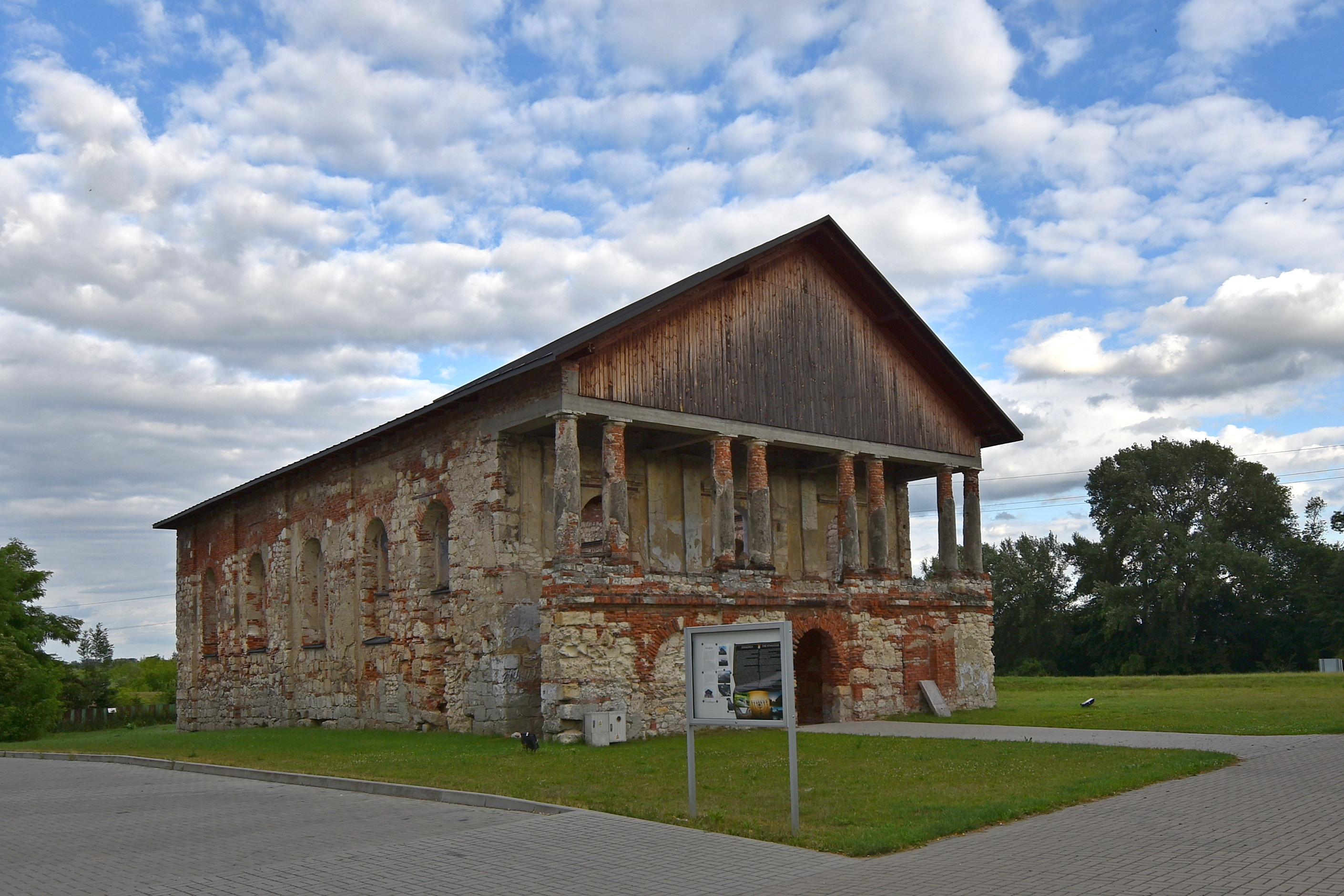
Sinagoga
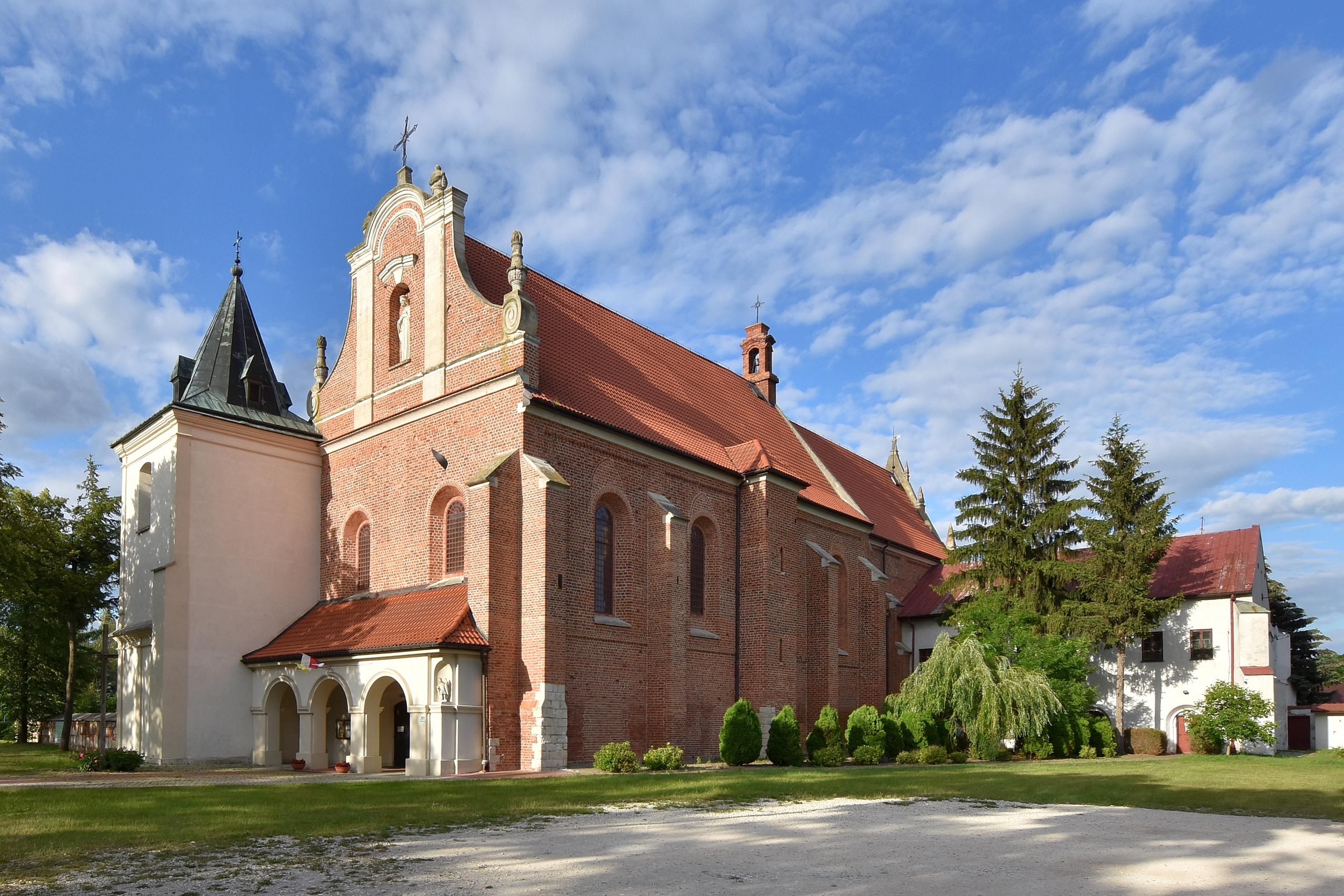
Igreja de Santo Estanislau

### Declínio
Korczyn entrou em declínio no século XVII. Após a transferência da corte real de Cracóvia para Varsóvia distante, o papel político da nobreza da Pequena Polônia diminuiu e, com ela, a importância dos conselhos regionais de Korczyn. Em 1606 Korczyn foi invadida e saqueada por tropas de Mikołaj Zebrzydowski. Em 1607, um incêndio destruiu quase toda a cidade. As guerras causaram enormes danos, especialmente a invasão sueca e a invasão de Jerzy II Rakoczy. Em 1657 a cidade foi incendiada e saqueada. Os arquivos da cidade foram destruídos. Korczyn foi novamente ocupada e destruída pelos suecos em 1702 durante a Grande Guerra do Norte. Em 1701 e 1707 epidemias mataram os que restaram da cidade.
Os novos privilégios dados a cidade por Augusto III da Polônia em agosto de 1748 e por Estanislau II Augusto em 1773 não ajudaram a recuperar a cidade. Como resultado das partições da Polônia, Nowy Korczyn ficou na fronteira entre austríacos e russos, o que causou uma ruptura nas relações comerciais com as áreas além do rio Vístula.
Em 1794, o exército de Tadeusz Kościuszko acampado em Winiary Dolne marchou pela cidade. Em 30 de abril de 1794, os nobres de Sandomierz anunciaram sua adesão ao levante.
No século XIX, três grandes incêndios ocorreram na cidade, em 1811, 1855 e 1857. A cidade também foi frequentemente inundada pelos rios Nida e Vístula. Em 1860, Nowy Korczyn tinha 3 319 habitantes, incluindo 2 370 judeus que viviam principalmente no distrito junto ao rio Nida, a oeste da Praça do Mercado. A população de Korczyna ainda comercializava cereais e produtos agrícolas no século XIX, no entanto, vivia principalmente da agricultura. Em 1869, Korczyn perdeu os direitos de cidade.

### Comunidade judaica
Os primeiros judeus apareceram na cidade já no início do século XVI, sua presença em Nowy Korczyn foi confirmada pela primeira vez em 1530. Um pouco mais tarde, uma estrutura organizacional teocrática foi fundada. Em 1659, o rei João II Casimiro Vasa concedeu o privilégio aos judeus de Nowy Korczyn, e o rabino local foi até um corretor de negócios de Augusto III. Nos anos de 1823 a 1867, os russos limitaram os assentamentos judaicos na cidade devido à sua localização na fronteira. Em 1921, havia 2 478 judeus em Nowy Korczyn (67,3% da população). Os alemães estabeleceram um gueto aqui, onde aprisionaram cerca de 4 000 pessoas. No outono de 1942, todos foram levados para o campo de extermínio de Treblinka.

### Século XX
Entre 15 e 24 de setembro de 1914, houve fortes combates nessas áreas, que eram defendidas apenas pelo 1.º Regimento de Infantaria das Legiões Polonesas, comandado por Józef Piłsudski. Nesta importante seção da frente austríaca, os legionários realizaram ações defensivas para impedir o progresso da ofensiva do general de infantaria russo Aleksander Novikov.
Durante a campanha de setembro de 1939, Nowy Korczyn se viu na rota do exército "Cracóvia" em retirada, e o mosteiro local recebeu o comandante do exército, general Antoni Szylling, durante a noite.
Em 1944, a cidade esteve dentro das fronteiras da República de Pinczów. Na noite de 24 a 25 de julho, uma unidade do Exército Nacional atacou um posto da gendarmaria em Nowy Korczyn. A luta durou mais de vinte horas. Os gendarmes se barricaram em um edifício de vários andares, transformado em um búnquer defensivo. Apesar da superioridade numérica, os sucessivos ataques de partidários fracassaram. O avanço veio quando uma unidade de Batalhões de Fazendeiros sob o comando de Jan Pszczoła juntou-se à luta. Por ordem dele, o prédio foi coberto com querosene usando um carro de bombeiros manual e depois incendiado. Os guerrilheiros capturaram 12 gendarmes e 8 policiais do Governo Geral.
Em 1960, o assentamento tinha 1 712 habitantes. Nos anos 1975-1998, Nowy Korczyn pertenceu administrativamente à voivodia de Kielce.

### Consulta local sobre a classificação de cidade (2018)
Como resultado de discussões e reuniões com os habitantes de Nowy Korczyn, que inicialmente responderam favoravelmente aos planos do governo local, as consultas formais deveriam ser realizadas em um ano. Em 26 de fevereiro de 2018, o Conselho Municipal de Nowy Korczyn adotou uma resolução (na forma de uma apelação) sobre a restauração dos direitos de cidade para cidades que haviam sido privadas deles como resultado da repressão czarista. O apelo implica ignorar todos os procedimentos em vigor a esse respeito para “comemorar a luta heroica dos insurgentes poloneses, reparar as injustiças cometidas até agora e celebrar o 100.º aniversário da reconquista da independência pelo Estado polonês e o 155º aniversário da eclosão da Revolta de Janeiro”. O apelo foi enviado ao Ministério do Interior e da Administração e, como resultado, o Ministro decidiu iniciar o procedimento para conceder a classificação de cidade a Nowy Korczyn, solicitando ao Conselho Municipal um parecer precedido de consultas aos habitantes. A consulta foi realizada entre 9 de julho e 10 de agosto de 2018. Novecentas e noventa e cinco pessoas, ou 85,6% dos residentes votantes, votaram a favor da restauração dos direitos municipais de Nowy Korczyn. Houve 115 pessoas a favor do “não” e 63 pessoas se abstiveram. Esperando recuperar os direitos municipais por meio do caminho legislativo “abreviado”, ou seja, em 1 de janeiro de 2019, o prefeito de Nowy Korczyn apresentou uma solicitação ao Ministério de Assuntos Internos em 31 de agosto de 2018. Em 1 de janeiro de 2019, a classificação de cidade foi restaurada.

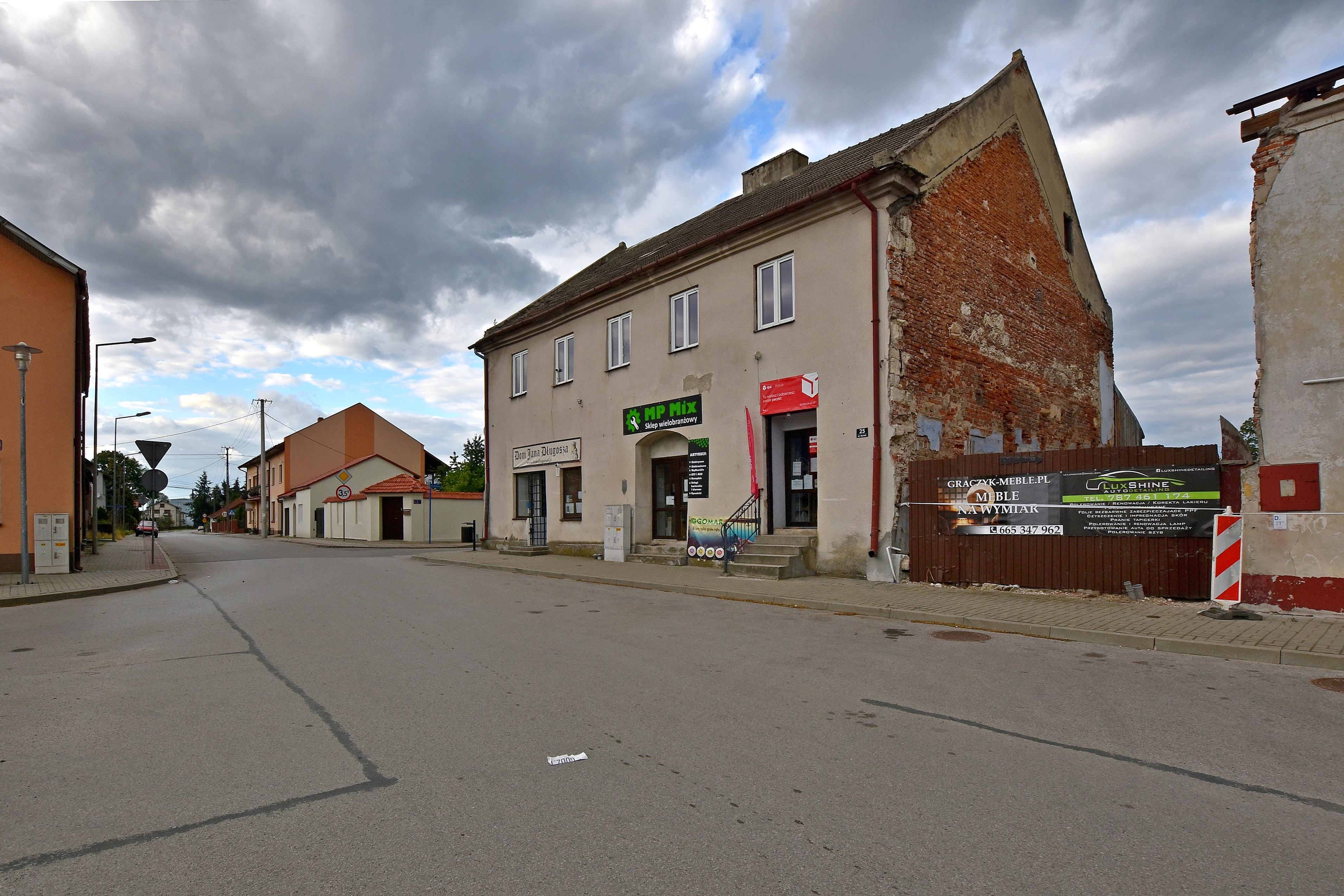
Casa Długosz
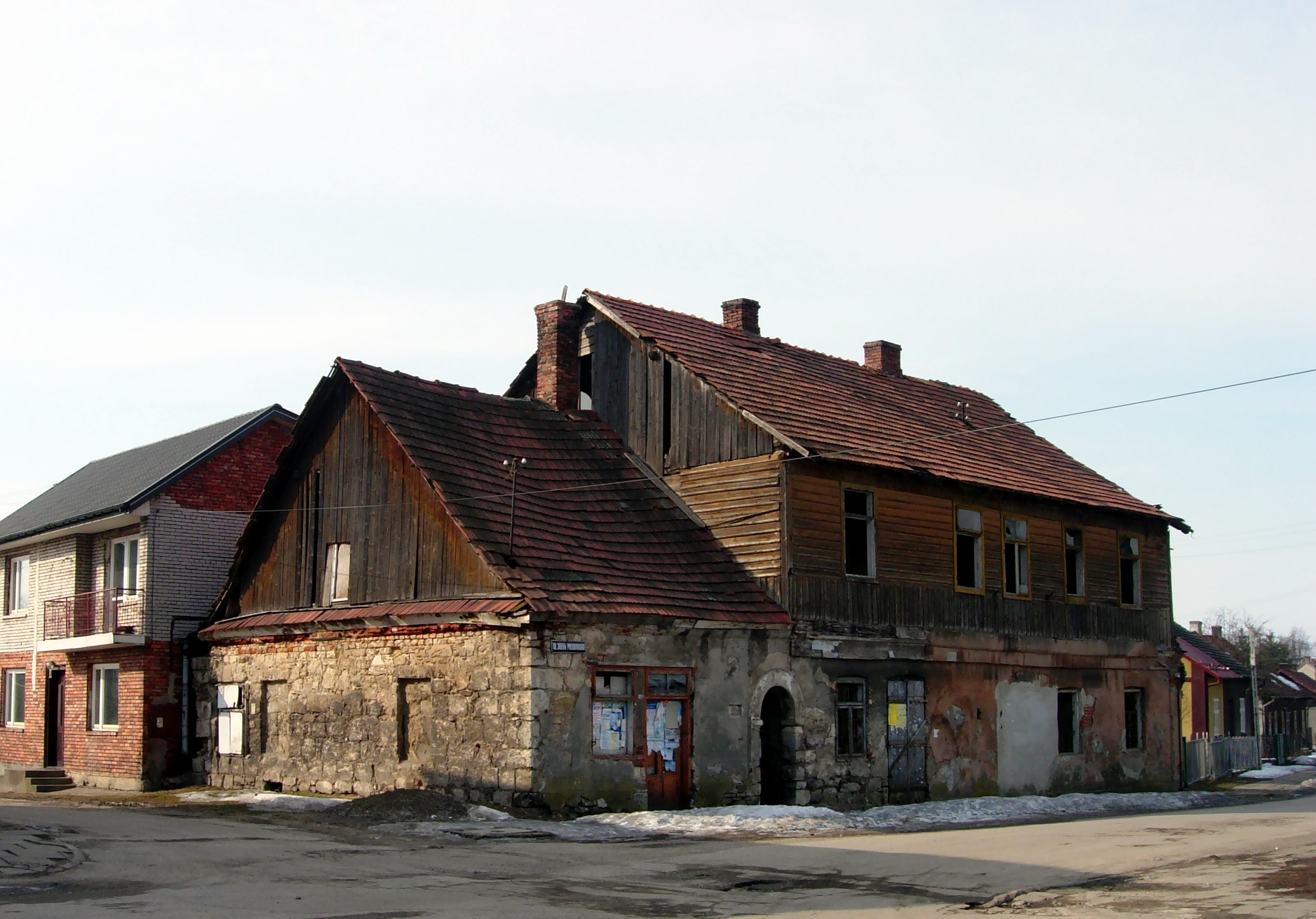
J. Piłsudski estava instalado em um sobrado na Praça do mercado
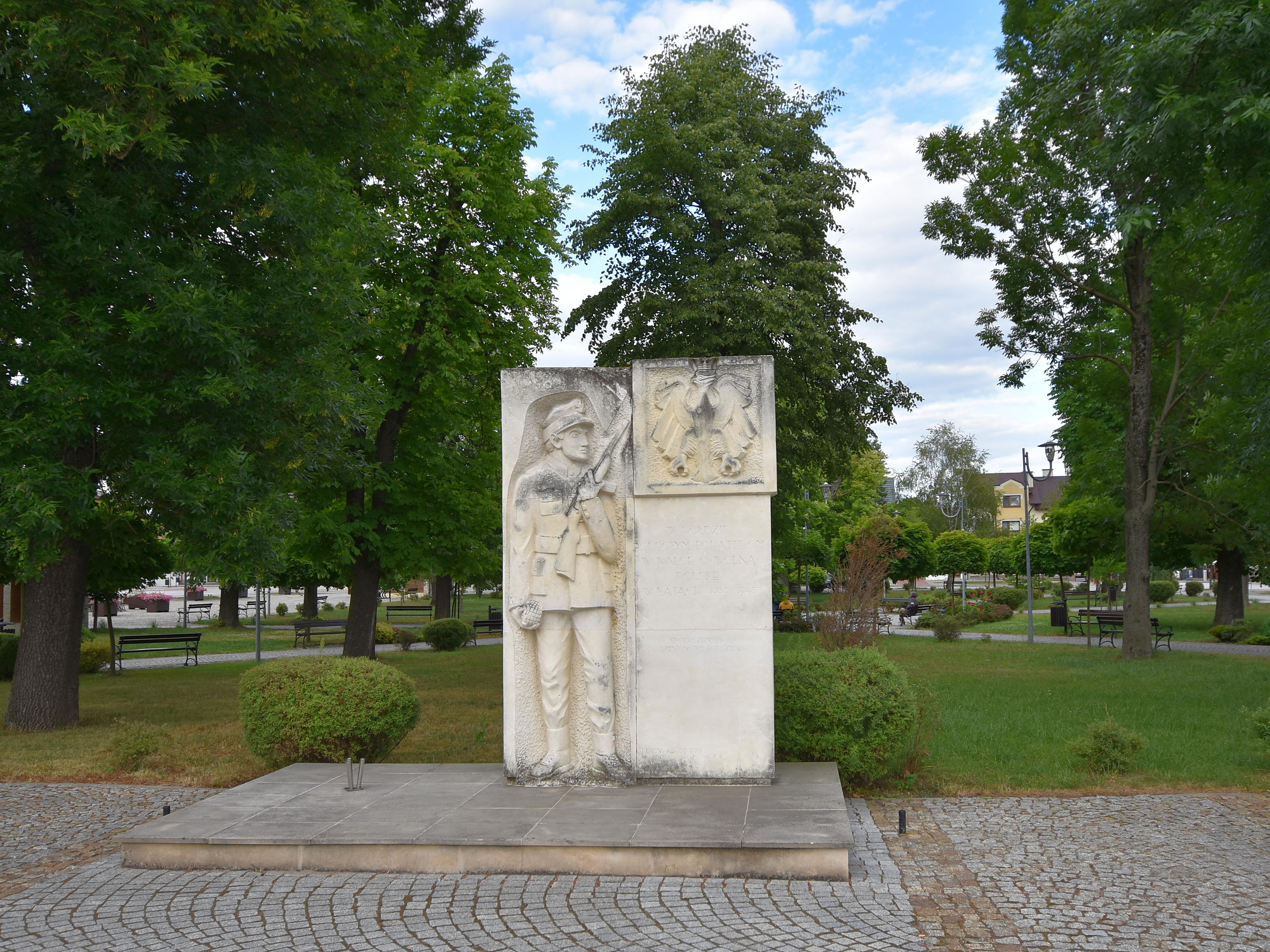
Praça do mercado, monumento

## Demografia
Conforme os dados do Escritório Central de Estatística da Polônia (GUS) de 31 de dezembro de 2024, Nowy Korczyn é uma cidade muito pequena com uma população de 900 habitantes (48.º lugar na voivodia de Santa Cruz e 1000.º na Polônia), tem uma área de 7,5 km² (36.º lugar na voivodia de Santa Cruz e 738.º lugar na Polônia) e uma densidade populacional de 121 hab./km² (43.º lugar na voivodia de Santa Cruz e 946.º lugar na Polônia). Entre 2019–2024, o número de habitantes diminuiu 4,1%.
Os habitantes de Nowy Korczyn constituem cerca de 1,33% da população do condado de Busko, constituindo 0,08% da população da voivodia de Santa Cruz.
| Descrição                         | Total      | Total   | Mulheres   | Mulheres | Homens     | Homens  |
| --------------------------------- | ---------- | ------- | ---------- | -------- | ---------- | ------- |
| unidade                           | habitantes | %       | habitantes | %        | habitantes | %       |
| população                         | 900        | 100     | 462        | 51,3     | 438        | 48,7    |
| área                              | 7,5 km²    | 7,5 km² | 7,5 km²    | 7,5 km²  | 7,5 km²    | 7,5 km² |
| densidade populacional (hab./km²) | 121        | 121     | 62,1       | 62,1     | 58,9       | 58,9    |

## Monumentos históricos
- Conjunto pós-franciscano fundado em 1257 por Boleslau V e sua esposa Cunegunda com a igreja gótica de Santo Estanislau.[27] Em 1945, a extensão ocidental do corpo foi danificada. Os policromos barrocos foram preservados no interior.
- Igreja gótica-renascentista da Santíssima Trindade do século XVI.[28] Juntamente com o campanário e o antigo cemitério da igreja.
- Ruínas da sinagoga erguida no final do século XVIII no estilo clássico. Segundo a tradição local, a sinagoga foi construída a partir dos materiais de um castelo destruído. É um edifício retangular com um pórtico na fachada oeste. Na parede oriental da grande sala de oração, o clássico Aron Kodesh (local dos pergaminhos da Torá) foi preservado.[29]
- Casa Jan Długosz − o edifício da antiga Academia do século XVI, com abóbada de berço preservada no porão.
- Casas dos séculos XVI-XVIII; entre eles uma casa térrea que, de acordo com a tradição local, abrigava uma escola jesuíta e uma casa semi-arruinada na esquina da Praça do Mercado e da rua Piłsudskiego, na qual os aposentos de Józef Piłsudski estavam localizados em 1914. O edifício tem um piso térreo de pedra e piso um outro de madeira. Da rua Piłsudski, um portal de pedra, sobreviveu, levando a um corredor estreito (demolido em 2009). Todo o traçado urbano é registrado no registro de monumentos.
- Fonte de Santa Cunegunda do século XIX, próximo da qual há uma estátua da santa; de acordo com a tradição local, a água desta fonte tem propriedades medicinais.
- Antigo cemitério da primeira metade do século XIX chamado de russo ou ruteno, porque durante as partições, entre outros, foram enterrados soldados e oficiais czaristas. O cemitério está fechado há 60 anos. Um parente de Semion Mikhailovich Budionny repousa nele. Durante a Primeira Guerra Mundial, Budionny esteve em Nowy Korczyn como mestre. Uma árvore espinhosa cresce ao lado da capela do cemitério - Gleditsia triacanthos, trazida do jardim botânico de Cracóvia por P. Królikowski, herdeiro da propriedade em Grotniki.
- Mausoléu da família Królikowski do século XIX.
- Cemitério paroquial da segunda metade do século XIX.
- Estátuas na estrada do século XIX e início do século XX.

### Monumentos não preservados
- O antigo castelo do século XIV não sobreviveu aos tempos modernos.
- Antigo cemitério judeu do século XVI ou XVII, nenhuma lápide sobreviveu.
- Novo cemitério judeu de 1765, nenhuma lápide sobreviveu.

## Esportes
Na cidade, desde 1933, existe um clube de futebol, Wisła Nowy Korczyn, na temporada 2024/2025 jogando na Klasa A, grupo: Kielce II.